# Battlestations: Pacific
Battlestations: Pacific – strategiczna gra czasu rzeczywistego z elementami gry akcji w realiach II wojny światowej na Pacyfiku, wydana przez Eidos Interactive na platformy Xbox 360, Windows oraz OS X.

## Rozgrywka
Battlestations: Pacific jest kontynuacją gry Battlestations: Midway i w stosunku do poprzedniczki rozgrywka niewiele się różni. Gracz otrzymuje podczas misji jednostkę lub grupę jednostek floty, eskadrę lotnictwa, szwadrony piechoty, którymi może dowodzić między innymi poprzez wskazywanie celów, fragmentu wód do patrolu i łączenie w grupy co daje składnik strategiczny. Gracz może również przejąć kontrolę nad każdą pojedynczą jednostką, co nadaje grze elementu zręcznościowego.
W trybie kampanii gracz ma do przejścia kilkanaście misji o zróżnicowanym stopniu trudności.

### Gra wieloosobowa
W stosunku do poprzedniej części w Battlestations: Pacific rozgrywka wieloosobowa została wzbogacona o kilka nowych trybów oraz dodatkowych map. Gracz może wybrać, po której stronie konfliktu będzie walczył, do wyboru są (alianci lub Japończycy).